# Burg (Brandeburgo)
Burg (ufficialmente in tedesco Burg (Spreewald), in basso sorabo Borkowy (Błota)), è un comune di 4 267 abitanti del Brandeburgo, in Germania.

Appartiene al circondario della Sprea-Neiße (targa SPN) ed è capoluogo della comunità amministrativa (Amt) di Burg.

## Geografia antropica

### Suddivisioni amministrative
Il territorio comunale si divide in 2 zone, corrispondenti al centro abitato di Burg e a 1 frazione (Ortsteil):
- Burg (centro abitato), suddiviso nelle località:
  - Burg-Dorf / Wobsedne Borkowy
  - Burg-Kauper / Kuparske Borkowy
  - Burg-Kolonie / Prizarske Borkowy
- Müschen / Myšyn